# Жанадалинский сельский округ
Жанадали́нский се́льский окру́г (каз. Жаңадала ауылдық округі) — административная единица в составе Жаркаинского района Акмолинской области Республики Казахстан. Административный центр — село Тасты-Талды.

## География
Сельский округ расположен на юге района, граничит:
- на востоке с селом Бирсуат,
- на юге с городской администрацией Аркалыка Костанайской области,
- на западе с Валихановским сельским округом,
- на севере с Нахимовским сельским округом.

Через территорию сельского округа проходят автодорога А-16 и железная дорога «Есиль-Аркалык». В селе Тасты-Талды имеется одноименная станция.

## История
В 1989 году на территории нынешнего сельского округа административно существовали: Жанадалинский сельсовет (село Жанадала), Комсомольский сельсовет (посёлок Зерноградский) и Тастыталдинский сельсовет (село Тасты-Талды) Жанадалинского района.
После упразднения Жанадалинского района и вхождения его в состав Жаркаинского, Комсомольский сельсовет вошёл в состав Жанадалинского сельсовета.
В 2010 году в состав округа вошёл Зерноградский сельский округ.

## Население
| Численность населения | Численность населения | Численность населения |
| 1989                  | 1999                  | 2009                  |
| --------------------- | --------------------- | --------------------- |
| 1288                  | ↗2012                 | ↘797                  |

## Состав
В состав сельского округа входят 3 населённых пункта.
| № | Населённый пункт | Тип населённого пункта       | Население, 1989 | Население, 1999 | Население, 2009 |
| - | ---------------- | ---------------------------- | --------------- | --------------- | --------------- |
| 1 | Жанадала         | село                         | 1 288           | 674             | 105             |
| 2 | Зерноградское    | село                         | 1 436           | 662             | 365             |
| 3 | Тасты-Талды      | село, административный центр | 2 173           | 1 338           | 692             |